# Чрница
Чрница (итал. Cernizza Pinguentina) је насељено место у континенталном делу Истарске жупаније у Републици Хрватској. Административно је у саставу Града Бузета.

## Становништво
Према задњем попису становништва из 2001. године у насељу Чрница живело је 37 становника који су живели у 10 породичних домаћинстава.
Кретање броја становника по пописима 1857—2001.
| година пописа  | 1857. | 1869. | 1880. | 1890. | 1900. | 1910. | 1921. | 1931. | 1948. | 1953. | 1961. | 1971. | 1981. | 1991. | 2001. |
| бр. становника | 294   | 319   | 291   | 298   | 296   | 298   | 537   | 482   | 195   | 173   | 104   | 79    | 72    | 54    | 37    |

Напомена:У 1921. и 1931. садржи податке за насеље Угрини. У 1857., 1869., 1921. и 1931. садржи део података за насеља Баредине и Перци.